# Meteorito de Managua
El meteorito de Managua es un posible meteorito que cayó en Managua, Nicaragua, a las 11:04 p. m. hora local del 7 de septiembre de 2014. Dejó un cráter de 12 metros y 5 de profundidad en las cercanías del Aeropuerto Internacional Augusto C. Sandino.
Se había reportado que el 8 de septiembre el meteorito pasaría cerca de la Tierra. También hay especulaciones de que el impacto lo causó un bloque de hielo. No hay testigos que vieron la caída del meteorito.
La trayectoria del bólido de Cheliábinsk, que cayó cerca de ese lago de Rusia, ha sido comparada con la del meteorito de Managua por desintegrarse al entrar a la atmósfera de la Tierra y causar un cráteres.